# Aeroportul Baicheng Chang'an
Aeroportul Baicheng Chang'an (IATA: DBC, ICAO: ZYBA) este un aeroport din Taobei District⁠(d), Baicheng⁠(d), Jilin, Republica Populară Chineză ce deservește zona Baicheng⁠(d). Aeroportul a fost tranzitat în 2022 de 45.636 de pasageri. A fost deschis în 31 martie 2017 și numit după zona deservită.
aeroportul dispune de o singură pistă.